# Der Narr seiner Liebe
Der Narr seiner Liebe ist ein in schwarzweiß gedrehter Stummfilm von Olga Tschechowa aus dem Jahr 1929.

## Produktion
Der Film wurde von Olga Tschechowa für die Tschechowa-Film GmbH produziert und war im Verleih der Terra-Film AG. Der Film wurde im Format 35 mm (1:1.33) gedreht und hatte eine Länge von 2302 Metern. Die Filmbauten wurden von Andrej Andrejew gestaltet.

## Handlung
Raoul Didier Meireuil (Poliche genannt) ist in das schöne, junge Fräulein Pauline verliebt. Auch wenn er alles tut, um ihr zu gefallen, erwidert sie seine Liebe nicht. Poliche erfindet daraufhin einen draufgängerischen, lustigen Flugzeugpiloten, der Pauline umwirbt und ihr sogar einen Antrag macht. Zu diesem fühlt sich Pauline hingezogen und erwägt den Antrag anzunehmen. Eines Tages kommt sie dahinter, dass sich Poliche hinter der Fassade verbirgt. Sie versucht sich mit ihm auszusöhnen, aber die beiden sind zu unterschiedliche Charaktere.

## Veröffentlichung
Die Premiere des Films fand am 7. August 1929 im Mozartsaal des Metropol in Berlin statt. In England wurde der Film mit dem Titel Foolishness of His Love veröffentlicht.